# Андреас Херцог
Андреас Херцог (на немски: Andreas Herzog) е австрийски футболист-национал. Рекордьор по брой изиграни мачове за националния отбор на Австрия.

## Биография
Роден е на 10 септември 1968 г. в столицата Виена. Започва футболната си кариера в Рапид Виена, но е даден под наем на Виена за една година, след което се завръща в Рапид. Започва да се налага в отбора около 1988 г. През 1992 г. преминава във Вердер Бремен и още в първия си сезон печели титлата в Бундеслигата, а на следващия и купата на Германия. През сезон 1995/96 играе за Байерн Мюнхен и въпреки че отборът печели купата на УЕФА, нещата не се развиват добре за Херцог и той се връща във Вердер, където през 1999 г. отново печели титлата. Има 264 мача и 59 гола в Бундеслигата. Връща се в Рапид през зимната пауза на сезон 2001/2002 г. и става капитан на отбора. В края на футболната си кариера играе в Лос Анджелис Галакси и през 2004 г. се отказва от активна състезателна кариера.
Играе на СП '90 и на СП '98. Има 27 гола в 103 мача за Австрия.

## Клубове
- 1986 – 1992: Рапид Виена (Австрия)
- 1992 – 1995: Вердер Бремен (Германия)
- 1995 – 1996: Байерн Мюнхен (Германия)
- 1996 – 2001: Вердер Бремен (Германия)
- 2002 – 2003: Рапид Виена (Австрия)
- 2004: Лос Анджелис Галакси (САЩ)

## Отличия
- Носител на Купата на УЕФА: 1996
- Шампион на Германия: 1993
- Шампион на Австрия: 1987, 1988
- Носител на Купата на Германия: 1994, 1999
- Носител на Купата на Австрия: 1987
- Най-добър австрийски футболист на годината: 1992, 2001